# James Urbaniak
James Christian Urbaniak (Bayonne, 17 settembre 1963) è un attore e doppiatore statunitense.

## Biografia
È noto soprattutto per la sua interpretazione nel ruolo di Simon Grim in tre film di Hal Hartley: La follia di Henry, Fay Grim e Ned Rifle e per il ruolo di Robert Crumb in American Splendor. Inoltre ha doppiato il Dott. Venture nella serie animata The Venture Bros., interpretando successivamente Grant Grunderschmidt in Review e Arthur Tack in Difficult People.

## Filmografia parziale

### Cinema
- La follia di Henry (Henry Fool), regia di Hal Hartley (1998)
- American Splendor, regia di Shari Springer Berman e Robert Pulcini (2003)
- The Fabelmans, regia di Steven Spielberg (2022)
- Oppenheimer, regia di Christopher Nolan (2023)
- Invito a un omicidio (Invitation to a Murder), regia di Stephen Shimek (2023)

### Televisione
- Sex and the City – serie TV, episodio 2x12 (1999)
- Law & Order - Unità vittime speciali (Law & Order: Special Victims Unit) – serie TV, episodio 5x25 (2004)
- Better Call Saul  – serie TV, episodio 6x1 (2022)

## Doppiatori italiani
Nelle versioni in italiano delle opere in cui ha recitato, James Urbaniak è stato doppiato da:
- Roberto Certomà in Che fine ha fatto Bernadette?, Difficult People
- Tony Sansone in La follia di Henry
- Simone D'Andrea in Law & Order: Criminal Intent
- Corrado Conforti in Law & Order - Unità vittime speciali
- Giorgio Borghetti in Tesla
- Nino D'Agata in NCIS - Unità anticrimine
- Mino Caprio in CSI: Miami
- Luca Dal Fabbro in Homeland - Caccia alla spia
- Oliviero Cappellini in Scandal
- Oreste Baldini in Numb3rs
- Sandro Acerbo in L'apparenza delle cose
- Marco Baroni in The Mentalist
- Maurizio Fiorentini in Elementary
- Davide Lepore in Hawaii Five-0
- Roberto Gammino ne Le terrificanti avventure di Sabrina
- Alessio Cigliano in You Don't Know Jack - Il dottor morte
- Saverio Indrio in Agent Carter
- Roberto Draghetti in Criminal Minds
- Antonino Saccone in Rebel in the Rye
- Gianluca Machelli in Supergirl
- Sergio Lucchetti in Better Call Saul
- Francesco Meoni in 9-1-1: Lone Star
- Massimo De Ambrosis in The Fablemans
- Franco Mannella in Invito a un omicidio

Da doppiatore è sostituito da:
- Alberto Bognanni in The Venture Bros. (Dott. Venture)
- Alessandro Budroni in The Venture Bros. (Phantom Limb)
- Gianluca Machelli in The Venture Bros. (scagnozzo di Barone Ünterbheit)
- Guido Di Naccio in The Venture Bros. (Dott. Jonas Venture, Jr.)
- Mirko Mazzanti in OK K.O.!
- Renzo Ferrini in Redfall (Uomo Ombra)
- Gianni Gaude in Redfall (padre di Thomas Kildere)